# Claude Virmonne
Claude Virmonne, nom de plume de Marie Mathilde Estelle Decourtiat épouse Agard, née le 20 novembre 1900 à Givardon (Cher) et morte le 14 octobre 1988 à Draveil (Essonne), est une romancière française, spécialisée dans le roman policier et le roman d'amour.

## Biographie
Née à Givardon dans le Cher, le 21 novembre 1900, de Gabriel Decourtiat, sabotier et de Francine Virmont, couturière, Marie Decourtiat épouse à Pontault-Combault (Seine-et-Marne), le 25 juin 1929, Alfred Pallier (1905-1971). Deux ans plus tard, le couple divorce et Marie Decourtiat se remarie avec un serrurier-ajusteur, Louis Agard (1896-?) le 5 juillet 1933,,.
Sa carrière littéraire s'amorce en raison d'une longue maladie qui la contraint à l'immobilité. Elle lit alors beaucoup avant de se décider à passer à l'écriture en adoptant le pseudonyme de « Claude Virmonne » et publie son premier roman, intitulé Un mari en héritage, en 1938.
Elle se destine d'abord à la publication de romans qui mêlent sentiment et mystère. Dans cette veine, elle fait notamment paraître Dalila n'est pas Dalila, dans la collection Le Masque, en 1941. Puis, elle penche de plus en plus vers des intrigues sentimentales, faisant encore quelques incursions dans le roman policier proprement dit, par exemple avec L'Auberge des Templiers en 1948.
À partir des années 1950, ses œuvres sont presque exclusivement des romans sentimentaux et elle devient, avec Max du Veuzit, un des piliers des éditions Tallandier. Nombre de ses romans sont parus d'abord sous forme de feuilleton dans divers magazines, dont Femmes d'aujourd'hui.
Elle a également fait paraître quelques romans d'amour sous le pseudonyme de Myriam dans la collection Bibliothèque Pervenche des éditions Dumas.
Dans son livre Franchir la mort, la journaliste et romancière Marianne Andrau relate un phénomène étrange survenu dans la vie de Claude Virmonne. Alors qu'elle se trouvait en voiture avec son mari, il aurait soudainement disparu durant un bref instant. Claude Virmonne n'a pas souhaité en parler à son mari et un mois plus tard, celui-ci mourait brutalement.

## Œuvre

### Romans
- Un mari en héritage, Paris, Tallandier, coll. « Les Romans bleus », nouvelle série, no 36, 1938
- Yolé et son secret, Paris, Éditions du Petit Écho de la mode, coll. « Stella » no 474, 1939
- La Maison de la forêt, Paris, Éditions du Petit Écho de la mode, coll. « Stella » no 492, 1940
- Dalila n'est pas Dalila, Paris, Librairie des Champs-Élysées, coll. « Le Masque » no 317, 1941
- Le Chemin du charme, Paris, Tallandier, coll. « Les Romans bleus », nouvelle série, no 57, 1941
- Petite Bohémienne, Paris, Tallandier, coll. « Les Romans bleus », nouvelle série, no 67, 1941
- Le Baiser sous le bandeau, Paris, Éditions de Montsouris, coll. « Stella » no 525, 1942
- Fleur bleue, Paris, Tallandier, 1943
- Cœur d'ombre, Paris, Tallandier, 1943
- Vivre son rêve, Paris, Office français du livre, coll. « Iris », 1944
- Le Lys noir, Paris, Tallandier, 1944
- La Fée d'orage, Paris, Office français du livre, coll. « Iris », 1945
- Le Reflet de Loreleï, Paris, Tallandier, 1946
- Le Chemin sombre, Paris, Tallandier, 1946
- Le Manoir aux tempêtes, Paris, Tallandier, 1947
- La Clairière aux tourterelles, Toulouse, Éditions Chantal, coll. « Idylles », 1947
- Entre deux amours, Paris, Éditions Dumas, coll. « Pervenche » no 20, 1947
- La Fontaine aux secrets, Paris, Tallandier, 1948
- Le Val des fées, Paris, Tallandier, 1948
- L'Auberge des Templiers, Toulouse, Éditions Chantal, 1948
- Au seuil du bonheur, Paris, Tallandier, 1949
- La Rose de Valombré, Paris, Tallandier, 1949
- La Fugitive, Paris, M. Daubin, 1949
- Le Château de l'imposture, Paris, Tallandier, 1950
- La Revanche du bois des aulnes, Paris, Éditions Dumas, coll. « Pervenche » no 79, 1950
- L'Ange des ruines, Paris, Tallandier, 1951
- Aubépine, Paris, Tallandier, 1951
- L'Oiseau de solitude, Paris, Éditions Dumas, coll. « Pervenche » no 102, 1951
- La Dame de Brocéliande, Paris, Tallandier, 1952
- Le Maître de Floreya, Paris, Tallandier, 1952
- Cœurs sans pardon, Paris, Tallandier, 1952
- Aubépine, Paris, Tallandier, 1952
- Une étoile dans la brume, Paris, Tallandier, 1953
- Le Chevalier d'espérance, Paris, Tallandier, 1953
- Chacune son secret, Paris, Tallandier, 1954
- Le Musicien de Florence, Paris, Tallandier, 1954
- La Robe de mariée, Paris, Tallandier, 1955
- Quand souffle le vent, Paris, Tallandier, 1955
- Le Coffret fermé, Paris, Tallandier, 1955
- L'Appel du passé, Paris, Tallandier, 1955
- Domaine interdit, Paris, Tallandier, 1956
- L'Homme des ajoncs, Paris, Tallandier, 1956
- Par des sentiers perdus, Paris, Tallandier, 1956
- Bois-Sauvage, Paris, Tallandier, 1957
- Danger d'amour, Paris, Tallandier, 1957
- Château sans femmes, Paris, Tallandier, 1957
- Derrière le masque, Paris, Tallandier, 1958
- Le Miroir d'argent, Paris, Tallandier, 1958
- La Croix des loups, Paris, Tallandier, 1959
- La Tour écroulée, Paris, Tallandier, 1960
- Le Château de l'imposture, Paris, Tallandier, 1960
- L'Homme sans passé, Paris, Tallandier, 1960
- La Rose et l'Épée, Paris, Tallandier, 1961
- La Porte d'ébène, Paris, Tallandier, 1961
- Bonheur défendu, Paris, Tallandier, 1961
- La Valse des secrets, Paris, Tallandier, 1962
- Quand le cœur s'égare, Paris, Tallandier, 1962
- Ardente Victoire, Paris, Tallandier, 1962
- Le Manoir des tourments, Paris, Tallandier, 1963
- Un seul baiser, Paris, Tallandier, 1963
- Romance en deux temps, Paris, Tallandier, 1964
- L'amour a ton visage, Paris, Tallandier, 1965
- Le Plus Beau Jour, Paris, Tallandier, 1965
- La Rage au cœur, Paris, Tallandier, 1965
- Qu'importe à l'amour, Paris, Tallandier, 1966
- Le Secret du lys rouge, Paris, Tallandier, 1966
- Au risque d'aimer, Paris, Tallandier, 1967
- Piège pour Juliette, Paris, Tallandier, 1967
- Lune de miel en Irlande, Paris, Tallandier, 1967
- Comme un oiseau blessé, Paris, Tallandier, 1968
- Le Portrait vénitien, Paris, Tallandier, 1968
- L'Ombre de Bella, Paris, Tallandier, 1969
- Par des sentiers perdus, Paris, Tallandier, 1969
- Un ange en enfer, Paris, Tallandier, 1969
- La Maison du Gave, Paris, Tallandier, 1969
- Un étranger sur la colline, Paris, Tallandier, 1970
- Le Chemin des mensonges, Paris, Tallandier, 1970
- Le Printemps des mirages, Paris, Tallandier, 1971
- Au bout de sa peine, Paris, Tallandier, 1971
- Le Collier du prince, Paris, Tallandier, 1971
- Le Masque du destin, Paris, Tallandier, 1971
- Le Voyageur sans nom, Paris, Tallandier, 1972
- Ginevra du Haut-Château, Paris, Tallandier, 1972
- Le Buisson de feu, Paris, Tallandier, 1973
- Voyage de noces, Paris, Tallandier, 1974
- Le Prince des montagnes, Paris, Tallandier, 1974
- La Sirène d'Aston Castle, Paris, Tallandier, 1975
- Belle Ombre, Paris, Tallandier, 1975
- La Nuit du rossignol, Paris, Tallandier, 1976
- Le Cavalier du soir, Paris, Tallandier, 1976
- Val Dormant, Paris, Tallandier, 1977
- La Mariée du château noir, Paris, Tallandier, 1977
- Cet amour d'un soir, Paris, Tallandier, 1978
- L'Autre Rivale, Paris, Tallandier, 1978
- L'Oiseau de passage, Paris, Tallandier, 1979
- Amours sur la lande, Paris, Tallandier, 1980
- Les Nuits de la Commanderie, Paris, Tallandier, 1981

### Romans signés Myriam
- L'Héritage de Claribel, Paris, Éditions Dumas, coll. « Pervenche » no 36, 1948
- La Maison des tourterelles, Paris, Éditions Dumas, coll. « Pervenche » no 60, 1949
- Secrets d'autrefois, Amour d'aujourd'hui, Paris, Éditions Dumas, coll. « Pervenche » no 72, 1949

### Théâtre
- Le Reflet, pièce en trois actes tirée du roman Le Reflet de Loreleï, Paris, Tallandier, 1955